# Trviž
Trviž is een plaats in de gemeente Pazin in de Kroatische provincie Istrië. De plaats telt 425 inwoners (2001).